# Roberto Jones
Roberto Jones Gaye (Montevideo, 26 de enero de 1942) es un actor y director de teatro uruguayo. Es sobrino del actor Juan Jones. Es hermano de Juan.

## Biografía y trayectoria artística
Estudió en la EMAD entre 1962 y 1965. Al regresar de la EMAD formó un grupo teatral con otros actores jóvenes, dirigido por el español José Estruch. Su primer trabajo fue en "Burla por burla", de Lope de Rueda, bajo la dirección de Estruch y con Juan Jones en el rol protagónico.
Fue fundador, director y docente del ICTUS (1977-1981), del Taller Integral de Arte Escénico del Ministerio de Educación y Cultura (1996-2000), del Taller de las Artes (2000-2002) y de la Escuela Municipal de Arte Dramático de Maldonado (1991-2005). Actuó en más de 40 obras teatrales en Uruguay y en 6 obras en Argentina. También actuó en cine y televisión, tanto en Argentina como en Uruguay. También trabajó para la BBC ("Borges el mismo") y la Televisión Española (Curro Jiménez). También trabajó en Colombia, Paraguay y Venezuela.
Durante ocho años (1987-1994) integró la Comedia Nacional, el elenco teatral estable de la Intendencia de Montevideo. El 6 de abril de 2010 fue declarado ciudadano ilustre de la ciudad de Montevideo. Su último trabajo actoral en teatro fue en 2008 en la obra "La memoria de Borges" de Hugo Burel con dirección de Álvaro Ahunchain.
Está casado con Teresa Herrera Zorrilla (sobrina de China Zorrilla), y tiene tres hijos y cuatro nietos.
Roberto Jones se ha dedicado a partir del 2011 exclusivamente a la Dirección de autores clásicos como Tennessee Williams, Anton Chejov, Eugene O"Neill, García Lorca y Neil Simon.
Ha seguido actuando para la Televisión uruguaya en programas como Adicciones, Canal 12 y Somos, Canal 10.
Es uno de los actores uruguayos que ha conjugado su popularidad como actor de televisión, con el rigor artístico de su exitosa carrera teatral. 
Ha recibido a lo largo de su extensa y proficua trayectoria más de veinte reconocimientos públicos. Entre ellos el de Ciudadano Ilustre de la Ciudad de Montevideo.
Junto a su labor artística también ha tenido una importante militancia política siempre ligada al nacionalismo de izquierda. Desde temprana edad fue miembro del Movimiento Popular Nacionalista. Integró el Movimiento de Liberación Nacional Tupamaros. El líder nacionalista Wilson Ferreira Aldunate lo tuvo como asesor en sus polémicas Leyes de Amnistía Política para los presos políticos de la Dictadura y la Ley de Caducidad, aunque hizo público su apoyo al denominado Voto Verde que habilitó plebiscitar dicha Ley.
Fue Presidente de la Comisión de Cultura del wilsonismo en 1983. Coordinador del Servicio de Teatros Municipales durante la transición de la Dictadura a la Democracia, desde 1985 hasta 1988.
Director de Actividades Teatrales del Ministerio de Educación y Cultura entre 1996 y el 2001. 
El Movimiento Nacional de Rocha le otorgó la Medalla Barrios Amorin por su trabajo político y cultural de resistencia a la Dictadura militar. 
El Directorio del Partido Nacional le otorgó el Premio Manuel Oribe por su destacada carrera artística y por su aporte personal militante al Nacionalismo uruguayo.
En el 2011 anunció su retiro de las tablas y desde entonces se dedica a la Dirección. También ha abandonado su militancia política, aunque ha manifestado un cierto acercamiento hacia la izquierda radical compuesta por ex tupamaros y ex comunistas. La mayoría de sus direcciones actualmente las realiza en el Teatro Alianza, de la Biblioteca Artigas Washington. 
Ha hecho pública su condición de estudiante de La Cábala y el Árbol de la Vida y al escritor Jorge Luis Borges como su inspirador místico.
Comediante en Televisión, actor de ficción, actor, director y docente de Arte Dramático, fundador de tres Escuelas de Teatro, gestor cultural y militante de la izquierda nacional, lo han convertido en una de las personalidades más atractivas y polémicas de la sociedad uruguaya.
Hijo de Juan Carlos Jones y María Luisa Gaye, ambos pertenecientes a la alta burguesía uruguaya, fue educado en la religión Católica. Fue miembro de la Acción Católica, trabajo en el Círculo Católico de Obreros y su carrera como actor amateur comenzó en el Círculo de Teatro de la Parroquia de la Asunción. En 1962 debutó profesionalmente en el Nuevo Teatro Circular en la obra de Roberto Arlt, El Desierto entra a la Ciudad, bajo dirección de Alfredo de la Peña y en 1963 entró a la Escuela Municipal de Arte Dramático Margarita Xirgu. En 1965, junto a otros once compañeros egresados, forma el Grupo 65. Desde el comienzo de su carrera Jones se enfrentó a grandes personajes de reconocidos autores. Pronto la crítica y el público montevideano lo reconocen como una revelación y ya en 1967 logra su primera nominación al premio Florencio.
La Asociación de Críticos del Uruguay lo nominó cinco veces y le otorgó dos Florencios como mejor actor por su trabajo en Rompiendo Códigos, de Hugh Whitemore y por su actuación en el unipersonal de Hugo Burel, La Memoria de Borges. Obtuvo tres premios Iris como mejor actor de Televisión.
Al clausurar la Dictadura militar, en 1977, la Escuela Margarita Xirgu, Jones funda y dirige la Escuela ICTUS, integrada por los docentes que habían quedado cesantes. Para ello cuenta con el apoyo de la Curia y posteriormente de la Asociación Cristiana de Jóvenes.
Como actor posee la particularidad de haber sido convocado tempranamente para enfrentarse repetidas veces con obras de William Shakespeare. Entre ellas se destacan sus actuaciones protagónicas en Romeo y Julieta y Hamlet.
Preguntado sobre cuales considera que han sido sus mejores actuaciones, el actor responde que las más difíciles de hacer : Hamlet, El Hombre Elefante, de Pomerance, Calígula, de Camus, Rompiendo Códigos, de Whitemore y Borges, de Burel.
Comenzó a hacer televisión en los canales privados, 4, 10 y 12.
En 1971 encarna un personaje muy popular salido de la pluma de Jorge Scheck, El Flaco Cleanto. Es cuando, en marzo de 1972, es detenido por la Dirección Nacional de Inteligencia del Estado, procesado por la Justicia y alojado en el Penal de Punta Carretas. Debido a la popularidad del programa y del joven actor, este hecho se convierte en un verdadero hecho mediático. Lo mismo vuelve a ocurrir cuando, a los pocos días de asumir José Mújica la Presidencia de la República, con quien Jones estuvo preso, la Intendencia de Montevideo le otorga el título de Ciudadano Ilustre. 
Descendiente de una familia, tanto paterna como materna, estrechamente vinculada con la Masonería y la Iglesia, habiendo militado en la izquierda nacionalista Jones se declara como un cristiano franciscano y un estudioso de las Escuelas místicas de la antigüedad al punto de poner en su página de Facebook, que es nacido en Eleusis.
Más de cincuenta años de Teatro, habiendo ejercido la docencia desde 1977 y dedicándose desde 2011 únicamente a la Dirección, alejado de la militancia política, Roberto Jones es un referente para muchos jóvenes actores y considerado por la crítica y el público, como uno de los más grandes exponentes del Arte Dramático uruguayo.
Inesperadamente, luego de cinco años de estar alejado de la actuación reestrena la Memoria de Borges, de Hugo Burel con Dirección de Álvaro Ahunchain en Teatro Alianza. Su regreso a los escenarios uruguayos se convierte, tal cual fue su despedida, en un hecho mediático y social. Hay críticos que lo califican como el mejor actor de habla hispana. Todo el mundo académico, periodístico y el público en general lo distinguen como el mejor actor uruguayo.
Nuevamente Roberto Jones vuelve a sorprender al ambiente teatral montevideano y nacional. En sus reportajes deja bien en claro su pertenecía exclusiva a lo que el llama su Oficio actoral y su total alejamiento o pertenencia a partido o grupo político. Es sin duda, el mayor referente que los jóvenes estudiantes y noveles actores tienen.
Vive de manera austera y sencilla, en una humilde casa como un vecino más. 
El periodismo especializado siempre estará a la espera de un nuevo acontecimiento artístico y social que el ya veterano actor pueda protagonizar.
A lo largo de su carrera como actor de teatro, cine y televisión ha protagonizado más de cien personajes y aun siendo considerado el mayor actor trágico de la Escena uruguaya, goza de una enorme popularidad.
Estando de gira con La Memoria de Borges , obra unipersonal de Hugo Burel, advirtió públicamente que no soportaba más el sonido de los celulares durante las funciones. "Así no", manifestó el veterano actor , refiriéndose a lo que consideraba una falta de respeto hacia el público y hacia los actores. En una de esas funciones luego de que un celular sonara repetidas veces, el actor anunció que no volvería a actuar hasta que hubiera una reglamentación al respecto.
Como había ocurrido otras veces el hecho se volvió mediático y por más de un mes el periodismo se hizo eco de su reclamo. Finalmente el Municipio de Montevideo reflotó una normativa vigente que dispone que quienes hagan sonar celulares en los espactaculos públicos serán retirados de las salas sin tener derecho a reclamar el dinero de la entrada. 
Pareció un triunfo de Jones y un alivio para el público, las salas y los actores. Pero La Memoria de Borges no volvió a escena y Jones manifestó que solo volvería a actuar en los teatros donde los empresarios le aseguraran por contrato que no sonarían los celulares.
El acontecimiento fue recogido por varios medios extranjeros, lo que demuestra el enorme respeto que el actor y director Roberto Jones tiene en el Teatro de habla hispana.

## Premios

### Teatro
- Mejor actor del El País por The Knack.
- Nominación a mejor actor de reparto, Premio “Florencio” de la Asociación de Críticos de Teatro del Uruguay por El león en invierno.
- Premio Escarabajo de Oro (Argentina) a mejor actor por Hamlet.
- Nominación a mejor actor. Premio Florencio de la Asociación de Críticos de Teatro del Uruguay por El hombre elefante.
- Nominación a mejor actor. Premio Florencio de la Asociación de Críticos de Teatro del Uruguay por Paysandú (canción de los orientales).
- Mejor actor. Premio Florencio de la Asociación de Críticos de Teatro del Uruguay por Rompiendo códigos.
- Mejor actor. Premio Iris del diario El País por El libertino.
- Premio Sol de Verano (Córdoba) por Las mariposas son libres.
- Mejor actor. Premio Florencio de la Asociación de Críticos de Teatro del Uruguay por La memoria de Borges.

### Cine
- Mejor actor, Premio Iris  diario El País por "El hijo" de Horacio Quiroga.
- Mejor actor, Premio Iris diario El País por "Uruguayos campeones" de Adrián Caetano.